# Andrzej Ryszka (polityk)
Andrzej Emil Ryszka (ur. 13 kwietnia 1953 w Olkuszu) – polski polityk, samorządowiec, inżynier, poseł na Sejm VI kadencji.

## Życiorys
Ukończył studia na Akademii Górniczo-Hutniczej w Krakowie, po których pracował w Fabryce Naczyń Emaliowanych i spółdzielni mieszkaniowej w Olkuszu. W latach 1990–2002 przez trzy kadencje pełnił funkcję radnego i burmistrza miasta i gminy Olkusz. W wyborach parlamentarnych w 2001 bez powodzenia kandydował do Sejmu z listy Platformy Obywatelskiej (należał wówczas do Porozumienia Polskich Chrześcijańskich Demokratów). Po zakończeniu pracy w samorządzie objął stanowisko wiceprezesa spółki handlowej. Od 2006 do 2007 zasiadał w radzie powiatu olkuskiego.
W wyborach parlamentarnych w 2007 uzyskał mandat poselski z listy Platformy Obywatelskiej. Kandydując w okręgu krakowskim, otrzymał 7292 głosy. Cztery lata później nie ubiegał się o reelekcję. W 2014 ponownie wybrany do rady powiatu olkuskiego. W 2018 nie odnowił mandatu.